# MTV Overdrive
MTV Overdrive war der Breitband-Videokanal des Musiksenders MTV.
Der Benutzer konnte zwischen Ausschnitten aus MTV-Shows, wie Pimp My Ride oder MTV Made wählen, sich Auftritte von Livekonzerten anschauen oder dem traditionellen MTV-Programm entsprechend Musikvideos ansehen. Overdrive war in der deutschen Version seit 2006 auf mtv.de erreichbar.
Ziel des Breitbandkanales war es, das Programm auf möglichst vielen Plattformen zu vermarkten. Zudem war es eine Antwort auf die steigende Anzahl von Internetmusiksendern wie tunespoon.tv.
Das Material auf der internationalen Version von MTV Overdrive war sehr viel umfangreicher als auf dem deutschen Ableger. Allerdings erschien dort bei den meisten Videos der Hinweis Copyrights restrict us from playing this video outside the U.S., was sinngemäß bedeutet, dass das Urheberrecht der Videos MTV nur erlaubte, sie Internetnutzern in den USA zur Verfügung zu stellen.
Heute existiert MTV Overdrive nicht mehr unter diesen Namen und der dazugehörigen Internetseite.